# Julie Monroe
Julie Monroe (* vor 1980) ist eine US-amerikanische Filmeditorin.

## Leben
Julie Monroe ist seit den 1980er Jahren als Schnitt-Assistentin tätig. Sie assistierte beim Schnitt der Filme Platoon, The Doors oder JFK – Tatort Dallas. Seit 1997 ist sie als selbstständige Editorin tätig. Sie arbeitete oft mit den Regisseuren Oliver Stone und Jeff Nichols. 2005 war sie für den Eddie Award der American Cinema Editors nominiert.

## Filmografie (Auswahl)
- 1997: Lolita
- 1999: Auf den ersten Blick (At First Sight)
- 2000: Aufgelegt! (Hanging Up)
- 2001: Das Haus am Meer (Life as a House)
- 2003: Liebe mit Risiko – Gigli (Gigli)
- 2004: De-Lovely – Die Cole Porter Story (De-Lovely)
- 2005: The Big White – Immer Ärger mit Raymond (The Big White)
- 2006: World Trade Center
- 2008: W. – Ein missverstandenes Leben (W.)
- 2011: Der perfekte Ex (What’s Your Number?)
- 2012: Mud
- 2014: Lullaby
- 2015: Mr. Collins’ zweiter Frühling (Danny Collins)
- 2016: Midnight Special
- 2016: Loving
- 2023: Manodrome
- 2023: The Bikeriders
- 2025: Satisfaction